# Millvina Dean

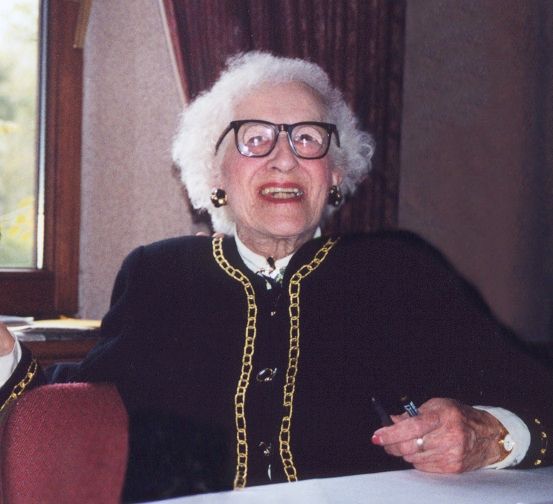
Millvina Dean im April 1999

Elizabeth Gladys „Millvina“ Dean (* 2. Februar 1912 in London; † 31. Mai 2009 in Ashurst, Hampshire) überlebte 1912 den Untergang des Passagierschiffs Titanic. Nach dem Tod Barbara Daintons im Jahr 2007 war sie die letzte Überlebende der Schiffskatastrophe. Wie Dainton war sie zum Zeitpunkt des Unglücks noch ein Baby.

## Leben

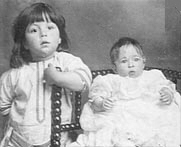
Millvina mit Bruder Bertram um 1912

Als die Titanic am 15. April 1912 unterging, war Millvina Dean zehn Wochen alt und damit die jüngste Person auf dem Schiff. Ihre Eltern, Bertram Frank Dean und Georgette Eva Light Dean, waren mit ihr und ihrem Bruder Bertram Vere (* 21. Mai 1910, † 14. April 1992) in Southampton als Passagiere an Bord gegangen. Die Eltern hatten ihre Schankwirtschaft in London verkauft und wollten nach Wichita, Kansas, auswandern.
Millvina Dean, ihre Mutter und ihr Bruder überlebten das Schiffsunglück nach der Kollision mit dem Eisberg, ihr Vater nicht. Auf der Adriatic kehrten sie nach England zurück, wobei das Baby von vielen Passagieren der Ersten und Zweiten Klasse umhätschelt wurde. Sie besuchte die Greggs School in Southampton. Die Kinder erhielten zu ihrer Erziehung Gelder von einem Unterstützungsfonds für Titanic-Opfer. Im Alter von acht Jahren wurde dem Kind die Verwicklung in die Titanic-Katastrophe bewusst, als ihre Mutter sich wieder verheiraten wollte. Dean selbst blieb ledig. Im Zweiten Weltkrieg arbeitete Dean als Kartografin für den Staat. Danach war sie in der Einkaufsabteilung einer Ingenieurfirma tätig. Erst in ihrem achten Lebensjahrzehnt wurde man auf sie als Titanic-Berühmtheit aufmerksam und sie war in Kongressen, Ausstellungen, Dokumentationen, Radio- und Fernsehprogrammen gefragt.
Als Millvina Dean 2006 einen Hüftbruch erlitten hatte, musste sie in ein privates Pflegeheim in Ashurst eingewiesen werden. Um die Kosten ihrer Unterbringung bezahlen zu können, ließ Dean im Oktober 2008 Erinnerungsstücke versteigern. Ein Koffer mit Kleidung, Drucke und ein Entschädigungsbrief brachten über 30.000 Pfund ein.
Als Dean auch 2009 Schwierigkeiten hatte, die monatlichen Beträge für ihr Altenheim zu bezahlen, initiierte der mit ihr befreundete Fotograf Don Mullan eine Spendenkampagne (Millvina Fund) für sie und bat in einem öffentlichen Brief auch die Hauptdarsteller des Films Titanic um eine Spende. Zeitungsmeldungen zufolge sollen die Schauspieler Leonardo DiCaprio und Kate Winslet sowie der Regisseur James Cameron zusammen etwa 30.000 Euro gespendet haben.
Millvina Dean starb am 31. Mai 2009 im Alter von 97 Jahren, auf den Tag genau 98 Jahre nach dem Stapellauf der Titanic in Belfast im Jahr 1911.

## Weiterführende Literatur
- André Groenewoud: Das wollte ich Ihnen noch sagen. Ein Jahrhundert im Gespräch. Topicus, 2019, ISBN 978-2496703184, S. 19–29.